# Antonina Judiakova
Antonina Judiakova (Ruso: Антонина Худякова, 20 de junio de 1917 - 17 de diciembre de 1998) fue comandante adjunta y subcomandante de escuadrón en el 588.º Regimiento de Bombardeo Nocturno (325ª División de Aviación de Bombarderos Nocturnos, 4.º Ejército Aéreo, Segundo Frente Bielorruso), durante la Segunda Guerra Mundial. Por su servicio militar, recibió el título de Héroe de la Unión Soviética el 15 de mayo de 1946.

## Biografía

### Infancia y juventud
Antonina Judiakova nació el 20 de junio de 1917 en la ciudad de Novaya Sloboda, en la gobernación de Oriol del Imperio ruso (actual Sloboda del distrito de Karachevsky, Óblast de Briansk en la Federación de Rusia). Se graduó en la escuela técnica Bezhitsk antes de pasar a la Escuela de Aviación Kerson en 1940. Después de graduarse, trabajó como instructora en el club de aviación Oryol.

### Segunda Guerra Mundial
Después de unirse al Ejército Rojo en 1941 y completar su entrenamiento en 1942, fue enviada al frente oriental en mayo como comandante adjunta del 588 ° Regimiento de Bombarderos Nocturnos, que fue renombrado en febrero de 1943 como Regimiento de Aviación de Guardias Nacionales 46 °. Al final del conflicto, después de haber sobrevivido a varios ataques con armas antiaéreas, había realizado 926 incursiones, bombardeando objetivos enemigos.  Fue galardonada con el título Héroe de la Unión Soviética el 15 de mayo de 1946 "Por el cumplimiento ejemplar de las misiones mandadas, coraje, valentía y heroísmo demostrado en la lucha contra los invasores fascistas", además de la Orden de Lenin, la Orden de la Bandera Roja, Órdenes de la Guerra Patriótica en la primera clase y varias medallas de jubileo; sus historias de combate se publicaron en el segundo número de Heroínas, una revista soviética.

### Posguerra
Después de la Segunda Guerra Mundial se quedó en el ejército en la reserva y se graduó de la Academia de Ingeniería de la Fuerza Aérea de Zhukovsky. Finalmente se convirtió en profesora asociada de ingeniería; se unió al Partido Comunista de la Unión Soviética en 1952. En 1961 se mudó a la ciudad de Oleksandriia en el Óblast Kirovohrad de la República Socialista Soviética de Ucrania y vivió allí hasta su muerte en 1998.